# 何径
何径是中国贝壳商人，上海冈瓦纳自然博物馆创建者。

## 生平
何径于1969年出生，1991年毕业于上海交通大学生物科学与技术系，1994年在清华大学获生化工程硕士学位。
2004年，何开始在上海销售贝壳及贝壳相关商品，并且声称自己是一名贝壳学独立研究员，他通过私人博物馆和互联网商业网站拓展贝壳业务。 
一些科普网站（如果壳网）使何先生成为科普领域的杰出明星。 截至 2019 年 11 月 30 日，他在流行的互联网社交网络微博上的粉丝达到 4,582,000 人。该网络的每日页面浏览量超过 100,000 次。 他的科普活动视频获得了很多点击。 哔哩哔哩上有96个视频，点击率最高为7.6万，微博上的视频点击率为3万至35.9万。 同时，线下贝壳展也吸引了众多参观者。 例如果壳网主办的“有趣博物馆”贝壳拍卖，发布广告6.5万条，两天参观人数达28957人次。 他的粉丝可以分为三类。 首先是消费者。 第二个既是消费者也是贝壳提供者。 第三个是贝壳提供商。 许多贝壳供应商都是来自欠发达地区的收藏家。

## 争议

### 违法采集
不断增长的页面浏览量、不断增加的粉丝数量和贝壳展导致了依赖于软体动物多样性受损的繁荣商业。 据网站显示，截至2019年7月19日，何径店面共有35,289件贝壳商品可供出售。每周都会增加约250件新商品。 据评估，贝壳销量稳定在每年 13,000 枚左右。 这些贝壳不仅来自上述收藏家，还来自国际贝壳交易，通过这些交易获得来自澳大利亚、欧洲、菲律宾、泰国、美国、越南等的贝壳。 其出售的许多贝壳物品的来源有很多疑问，例如： 著名的Liguus spp， 来自佛罗里达州的两个自然保护区。早前何径曾发文描述在保护区采集是违法行为，特别是对 Liguus 的采集行为。

### 分类学
何径在自己主办编辑 《Shell Discoveries》 和书籍《中国淡水双壳纲》 描述并发表了新物种，其中大多数已被同物异名或被证明是错误识别的。
何径还与一个分类破坏者 Nguyen Ngoc Thach 联系甚密，他赞赏 Thach 的分类学工作：THACH 博士以一己之力完成了越南贝谱的三本巨著，现在正在撰写第四本关于越南贝壳的书。然而 Thach 被报道有跟何径类似的分类学破坏行为。然而，何径反而不承认相关并且指责他分裂物种的人 。

### 商业模式
何径合作的人员大多数不是软体动物学专家，有些甚至不知道此类论文讨论的内容或涉及的材料。 这种官方的联系，对于公众来说，意味着这种操控无疑会让他的商业生活带有科普的光环。 此外，与知名软体动物博物馆馆长合影也给公众带来了另一个错误印象。 而他与上海动物园、清华大学、中科院热带海洋生物资源与生态重点实验室等多个自然科普机构和一些国家级机构的合作，无意中帮他包装了自己 作为一个热爱科普的贝壳学家，谁都不能说这不是他的贝壳生意的大广告。

### 国际动物命名法规
他的著作《贝壳家谱》和《中国淡水双壳纲》 以及《Shell Discoveries》杂志使他的公众形象更接近一位严肃的软体动物学家，尽管它们给软体动物学带来了麻烦他对《国际动物命名法》（ICZN）的粗鲁态度体现在他2018年的公开声明中，“即使是现在，ICZN也不是我们必须遵守的法律”。 他描述并发表了新物种，其中大多数已被同义或被证明是错误识别的。他对《国际动物命名法》（ICZN）的粗鲁态度体现在他2018年的公开声明中，“即使是现在，ICZN也不是我们必须遵守的规则”。 
何径描述新物种的模式标本是私人保存的，而不是按照国际动物命名法规的建议存放在合格的机构中。 此类出版物的目的似乎只是以收藏家的名字命名该物种，这些收藏家通常免费提供贝壳，并受到这种行为的启发而收集更多贝壳。 这些出版物由浙江自然博物馆、北京自然博物馆、天津自然博物馆等中国公共博物馆工作人员合作出版。 

### 生物多样性威胁
目前在其网上贝壳商店出售的约 42 个物种 (19%) 被列入中国IUCN红色名录的濒危 (EN) 和极危 (CR) 类别 。 因为中国IUCN红色名录只涵盖了中国软体动物的一部分，即腹足纲的221种，根据已出版的《中国动物志》丛书中记录的物种，其中包括约1,800种有效物种，我们估计其网上商店出售的中国物种超过340种 ，由于他的错误识别，其数量可能会略有减少。 考虑到该店的中国贝壳标本数量为 3,971 件，约占总库存的 11.3%，我们估计全球约有 2,600 个物种受到该业务的威胁。
虽然与自然保护机构合作，但他确信自己的贝壳采集活动不会对生态多样性造成损害。 他故意尽量减少人工采集的影响，以消除消费者可能产生的任何进一步疑虑，他通常过分强调对栖息地的破坏是软体动物灭绝的唯一途径。 事实是，例如彩条蜗牛 Polymita picta，许多物种正因人类采集/娱乐活动而严重濒临灭绝。

### 书籍抄袭
《贝壳家谱》是对布歇特等人的腹足类分类 (2017年)的完全翻译，但是何径在书籍任何地方只字未提及翻译自布歇特等人的腹足类分类 (2017年)。而其早前的博文暗示和国家自然历史博物馆_(法国)的员工关系好，并且和布歇特合影。